# آیوور نوولو
آیوور نوولو (انگلیسی: Ivor Novello؛ ۱۵ ژانویهٔ ۱۸۹۳ – ۶ مارس ۱۹۵۱) یک هنرپیشه، نمایش‌نامه‌نویس، آهنگساز و پدیدآور اهل بریتانیا بود. وی بین سال‌های ۱۹۱۴ تا ۱۹۵۱ میلادی فعالیت می‌کرد.

## فیلم‌شناسی
از فیلم‌ها یا برنامه‌های تلویزیونی که وی در آن نقش داشته است می‌توان به مستأجر: داستان لندن مه‌آلود و تارزان مرد گوریلی اشاره کرد.

## زندگی شخصی
آیور نوولو همجنس‌گرا بود. او و شریک زندگی‌اش، بابی اندروز از سال ۱۹۱۶ تا زمان مرگ نوولو در ۱۹۵۱ میلادی، به مدت ۳۵ سال رابطهٔ عاشقانه داشتند. نوولو همچنین مدت کوتاهی با نویسندهٔ انگلیسی، زیگفرید ساسون در رابطه بود.

## میراث
- جوایز موسیقی آیور نوولو به نام او، از سال ۱۹۵۱ میلادی اهدا می‌شوند.